# Quatre Mariages et un enterrement
Pour plus de détails, voir Fiche technique et Distribution.
Quatre Mariages et un enterrement (Four Weddings and a Funeral) est un film britannique réalisé par Mike Newell et sorti en 1994.
Comédie romantique au ton très novateur, ce film a connu un succès mondial retentissant (recettes de 242,8 millions de dollars pour un budget de 2,8 millions de livres). Il marque le retour en force du cinéma britannique et hisse l'acteur Hugh Grant au rang de star.

## Synopsis
Charles, un jeune Anglais, est obnubilé par Carrie, une Américaine très attirante qu'il rencontre régulièrement lors de quatre mariages successifs et d'un enterrement en Grande-Bretagne.
Le premier mariage est celui d'Angus et de Laura. Charles et son groupe d'amis sont persuadés qu'eux-mêmes ne se marieront jamais. À ce mariage, Charles rencontre Carrie pour la première fois et passe la nuit avec elle. Cependant, Carrie considère qu'il s'agit là d'une simple aventure d'une nuit, rien de plus. Elle le quitte donc sans aucun remords, alors que Charles en demeure abasourdi : tombé sous le charme de la jeune femme, il ne s'attendait pas à ce qu'elle parte aussi vite.
Le deuxième mariage est celui de Bernard et de Lydia, un couple qui s'est formé lors du mariage précédent. La réception du soir n'est pas une partie de plaisir pour Charles, qui se retrouve à une table composée de plusieurs de ses ex-petites amies, puis qui tombe nez-à-nez avec Henriette (surnommée « Tronche de cane » par ses amis), avec qui il a entretenu une relation compliquée. La désastreuse soirée continue quand il apprend que Carrie s'est fiancée à un riche homme politique écossais, Hamish. Pendant ce temps, David, le jeune frère sourd-muet de Charles, fait la connaissance de Serena, une belle jeune femme qui apprend à communiquer en langue des signes, et l'invite à danser avec lui. Tous les deux tombent immédiatement amoureux l'un de l'autre.
Durant la période qui suit, Charles rencontre Carrie, alors qu'il est à la recherche d'un cadeau de mariage adapté à ses moyens financiers, et aide celle-ci à choisir sa robe de mariage. Carrie l'étonne en lui dressant une liste d'une trentaine de partenaires avec qui elle a eu des relations. Charles lui avoue que si son mariage est infructueux, il aimerait avoir une relation suivie avec elle ; Carrie décline poliment la suggestion.
Le troisième mariage, celui de Carrie et d'Hamish, se déroule dans un château écossais. Charles y assiste assez déprimé. Au cours de la réception, son amie Fiona lui avoue qu'elle l'a toujours aimé ; Charles lui répond qu'il est sincèrement désolé ne pas être en mesure de répondre à cet amour. Lors de la même soirée, l'un de ses amis, Gareth, meurt brutalement d'un arrêt cardiaque.
L'enterrement est celui de Gareth. Lors de la cérémonie à l'église, son compagnon Matthew y récite le poème Funeral Blues (en) de W. H. Auden (appelé par erreur « William (au lieu de Wystan) H. Auden » dans la version française du film). Après la cérémonie, Charles et son ami Tom ont une discussion sur la nature du véritable amour.
Le quatrième mariage est celui de Charles, qui, en désespoir de cause, épouse Henriette. Lorsque Carrie, venue pour l'assister dans cette rude épreuve, lui révèle qu'elle s'est séparée de son mari Hamish, Charles est bouleversé. Au cours de la cérémonie, quand le vicaire demande si quelqu'un veut s'opposer au mariage (tout en rappelant implicitement aux mariés de ne pas faire leur choix à contrecœur), David lui dit en langue des signes (traduit à l'assistance par Charles) que ce dernier n'aime pas Henriette. Charles avoue alors que c'est vrai. De colère, cette dernière lui donne un coup de poing, ce qui interrompt brutalement la cérémonie.
Carrie rend visite à Charles pour savoir s'il n'est pas trop mal en point, s'excusant de sa présence. Charles lui avoue qu'il s'est finalement rendu compte que la personne avec qui il voulait passer sa vie n'était pas la femme qu'il s'apprêtait à épouser. Il ne veut plus se marier du tout, il désire que Carrie soit sa compagne. Le couple s'engage alors à ne jamais se marier.
La fin du film comporte un montage photos renseignant les spectateurs sur l'avenir des personnages du film. Tous sont montrés au jour de leur mariage, sauf Fiona, visible aux côtés du prince Charles (le futur roi Charles III), et Matthew, qui a trouvé un nouveau compagnon. Les joyeux « non-époux » Charles et Carrie sont montrés avec leur bébé.

## Fiche technique
- Titre original : Four Weddings and a Funeral
- Titre français : Quatre Mariages et un enterrement
- Réalisation : Mike Newell
- Scénario : Richard Curtis
- Photographie : Michael Coulter
- Costumes : Lindy Hemming
- Montage : Jon Gregory
- Musique originale : Richard Rodney Bennett
- Production : Duncan Kenworthy (en)
- Sociétés de production : PolyGram Filmed Entertainment,  Working Title Films et Channel 4
- Sociétés de distribution : The Rank Organisation (Royaume-Uni) ;  Gramercy Pictures (États-Unis)
- Budget : 4 400 000 USD (estimation)[2]
- Pays de production :  Royaume-Uni
- Langue originale : anglais
- Durée : 117 minutes
- Genre : comédie romantique
- Dates de sortie :
  - France : 27 avril 1994
  - Royaume-Uni : 13 mai 1994
- Classification :
  - France : tous publics (art et essai ; visa d'exploitation CNC no 85275 délivré le 15 avril 1994[3]).

## Distribution
- Hugh Grant (VF : Vincent Cassel[4]) : Charles
- Andie MacDowell (VF : Odile Cohen) : Caroline, dite « Carrie »
- James Fleet (VF : Jean-Philippe Puymartin) : Thomas, dit « Tom »
- Simon Callow (VF : Marcel Guido) : Gareth
- John Hannah (VF : Emmanuel Salinger) : Matthew
- Kristin Scott Thomas (VF : elle-même) : Fiona
- David Bower (en) : David
- Charlotte Coleman (VF : Karin Viard) : Scarlett
- Timothy Walker (VF : Richard Sammut) : Angus
- Sara Crowe (en) (VF : Agathe Chouchan) : Laura
- Rupert Vansittart (VF : Philippe Fretin) : George
- Rowan Atkinson (VF : Henri Courseaux) : le prêtre Gerald
- David Haig (VF : Ged Marlon) : Bernard
- Sophie Thompson (VF : Élisabeth Catroux) : Lydia
- Anna Chancellor (VF : Anne Canovas) : Henriette, alias « Tronche de cane »
- Susanna Hamnett : Deirdre
- Rosalie Crutchley : Mme Beaumont (2e mariage)
- Corin Redgrave : Hamish (3e mariage)
- Robin McCaffrey : Serena
- Richard Butler : le prêtre du 4e mariage
- Kenneth Griffith : un vieil homme fou

Acteurs principaux
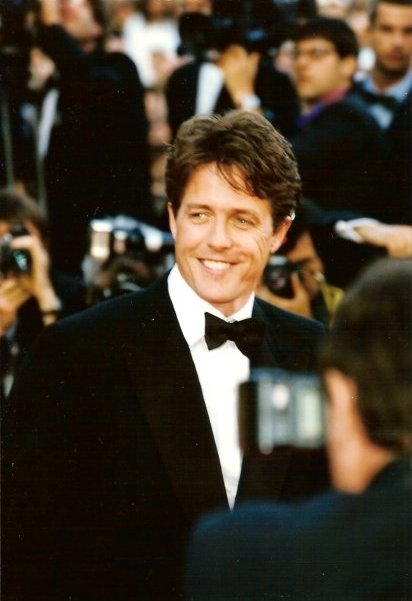
Hugh Grant (Charles).
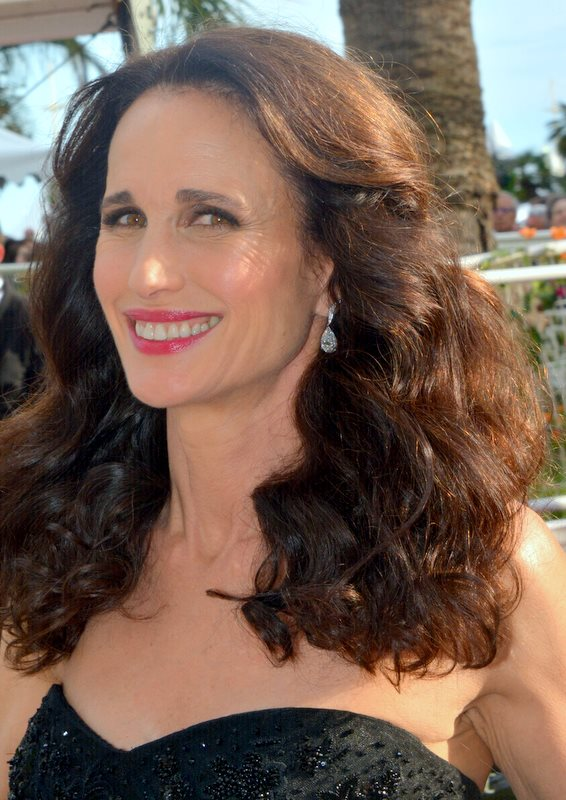
Andie MacDowell (Carrie).
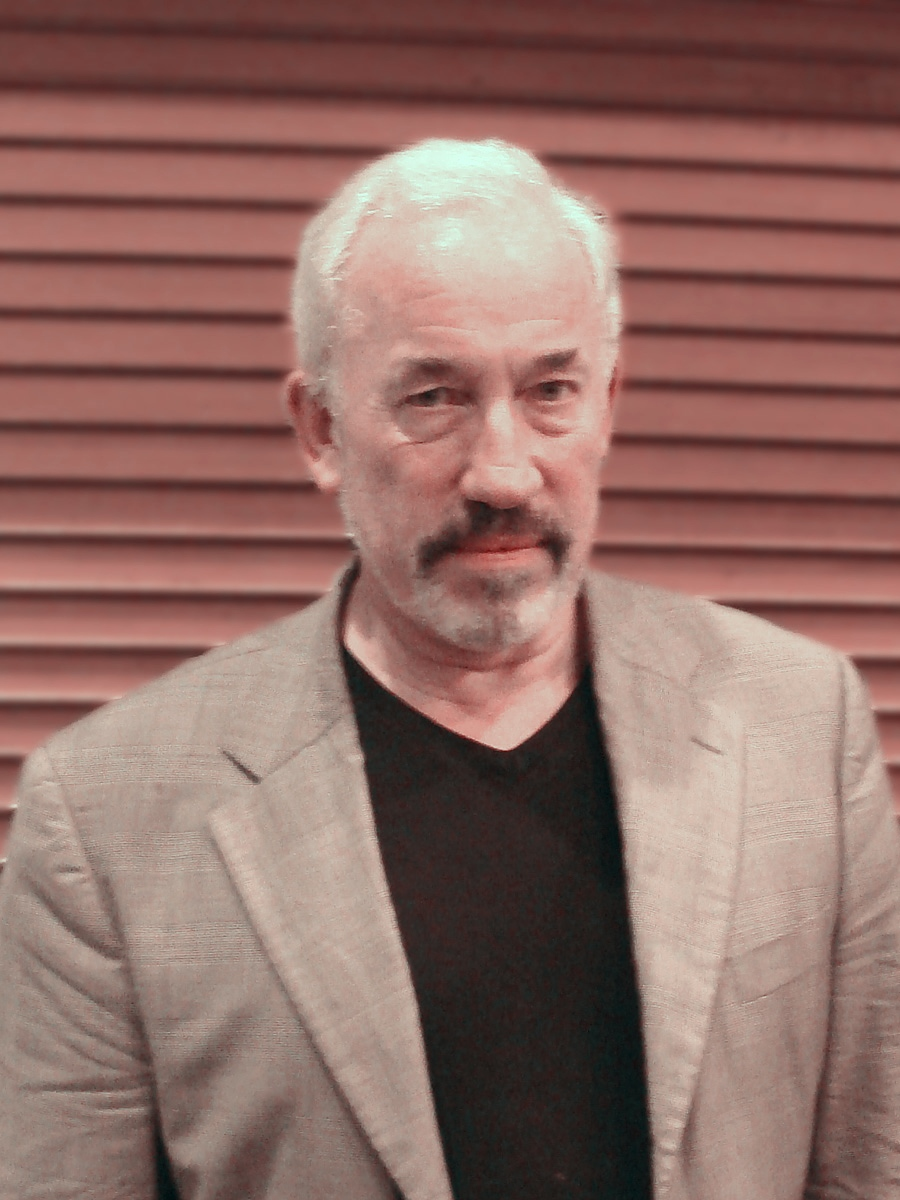
Simon Callow (Gareth).
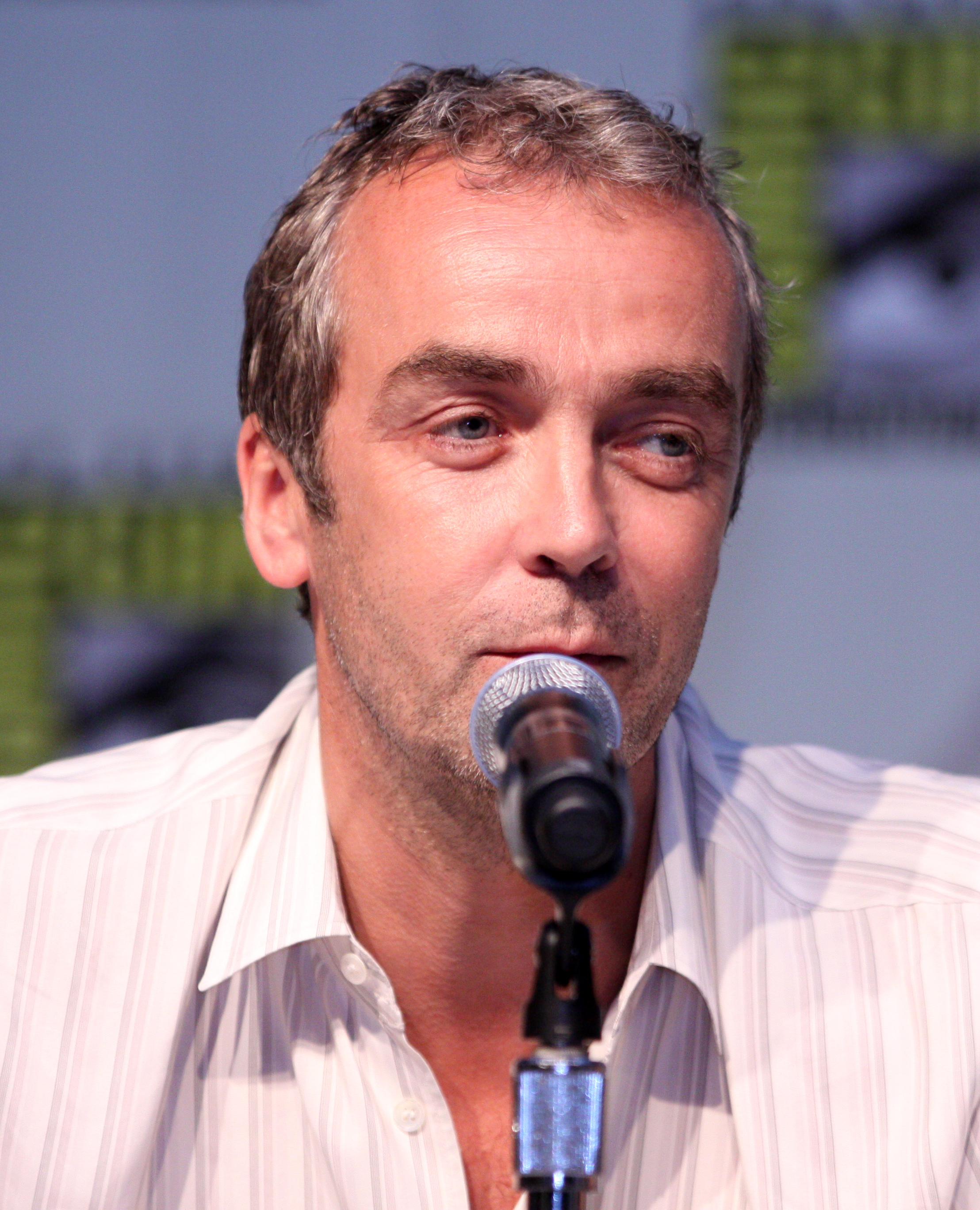
John Hannah (Matthew).
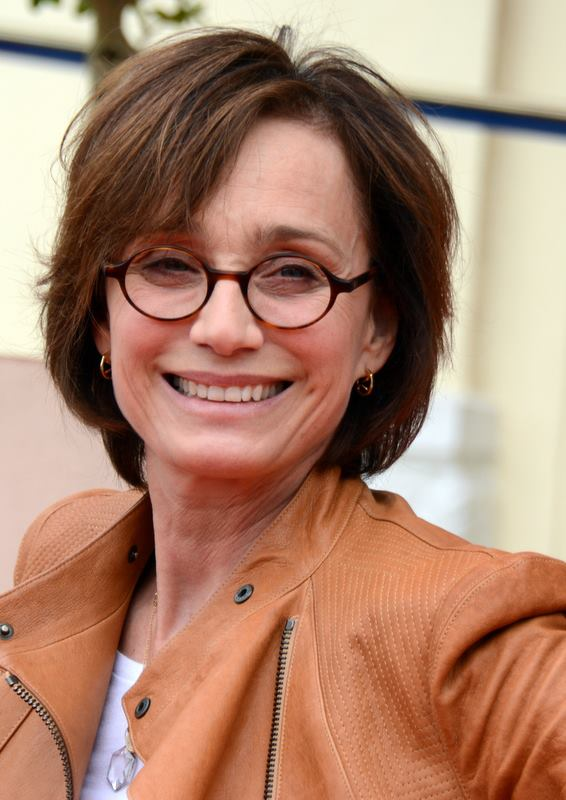
Kristin Scott Thomas (Fiona).

## Personnages
- Charles : un garçon romantique et réservé (il lui faut au minimum trois semaines pour se déclarer). Incapable de s'engager avec une fille, Charles est toujours en retard et distrait (comme garçon d'honneur, il réussit à oublier les alliances des mariés…). Il tombe éperdument amoureux de Carrie et dira non à Henriette le jour de leur mariage. Il aura un enfant de Carrie, vivra avec elle mais ne l'épousera pas.
- Carrie : une jeune femme américaine, de son vrai prénom Carolyn. Journaliste à Vogue, Carrie a couché avec 33 hommes et en est fière. Elle est la version féminine de Charles (les prénoms « Carrie » et « Charles » sont le féminin et le masculin du même prénom). Elle se mariera avec un riche Écossais, Hamish, mais ils finiront par divorcer.
- Scarlett : la colocataire de Charles. De petite taille, Scarlett est excentrique et rêveuse. Lors du mariage de Carrie, elle rencontrera un colosse texan, Chester, qui deviendra son mari.
- Tom : un millionnaire anglais, frère de Fiona. D'un tempérament simple et un peu coincé, Tom est la septième fortune d'Angleterre. Parfaitement conscient d'être pris pour un imbécile, il espère seulement trouver une gentille fille qui voudrait de lui et l'aimerait tel qu'il est. Lors du mariage raté de Charles, il aura le coup de foudre (et réciproquement) pour Deirdre, une lointaine cousine.
- Fiona : la sœur de Tom. Fiona est cynique et toujours habillée de noir. Elle est par ailleurs secrètement et profondément amoureuse de Charles, et ce depuis le premier jour de leur rencontre. À la fin du film, une photo la montre aux côtés du prince Charles.
- David : le frère sourd-muet de Charles et son confident. C'est lui qui déconseillera à Charles d'épouser « Tronche de Cane » lors de la cérémonie, en lui parlant en langue des signes. Il suscitera l'intérêt de la jolie Serena, qui ira jusqu'à apprendre la langue des signes pour l'aborder et le séduire. Dans l'épilogue du film, on les voit se marier.
- Gareth : un homme d'âge moyen, archétype du Gallois jovial, ventripotent et grandiloquent. Gareth vit avec Matthew et déborde de joie de vivre et d'humour. C'est un amateur de boissons fortes et l'inventeur du très contesté « canard à la banane ». Lors du mariage de Carrie, il succombera des suites d'une crise cardiaque.
- Matthew : un garçon discret, qui vit avec Gareth. On apprendra lors de l'enterrement de Gareth que les deux étaient « plus que mariés ». Par la suite, Matthew aura un nouveau compagnon, au moment où (presque) tous les autres de ses amis se mettent en couple.
- Henriette, alias «  Tronche de cane  » : une ancienne petite amie de Charles. Assez névrosée, Henriette s'est attiré l'inimitié de Fiona qui l'a affublée du surnom grotesque de « Tronche de cane » (« Duck Face » en VO). Lors de son mariage avec Charles, ce dernier lui dira « non » devant l'autel, recevant alors de la part d'Henriette un rude coup de poing au visage.

## Production

### Inspiration
Lors de la scène de la cérémonie funèbre de Gareth, le personnage de Matthew lit le poème Funeral Blues (en) de W. H. Auden (la VF l'appelle d'ailleurs par erreur « William H. Auden »), publié dans sa première version en 1936. Il est aussi appelé Stop all the Clocks.
Le poème tel qu'il est cité dans le film, dans sa forme définitive et familière, a été publié pour la première fois dans The Year's Poetry (Londres, 1938).

### Attribution des rôles
Le film a failli être tourné non pas avec Hugh Grant et Andie MacDowell, mais avec Alan Rickman et Marisa Tomei. Cette dernière dira regretter d'avoir manqué ce rôle, qui aurait certainement donné une autre couleur à sa notoriété mais, au moment du casting, son grand-père étant malade, elle n'a pas voulu quitter New York.

### Post-production
Le distributeur américain du film énuméra six raisons pour lesquelles le titre Quatre Mariages et un enterrement ne pouvait pas fonctionner. Face à la pression, l'équipe du film chercha un autre titre :

« Nous avons notamment étudié l'option de The Best Man [Le Témoin], et nous étions sur le point d'adopter ce titre, mais il se trouve que c'était déjà celui d'un film d'Henry Fonda [en VF, Que le meilleur l'emporte] datant de 1964. Dieu merci, ce n'était donc pas disponible. »

### Bande originale
La bande originale du film comporte une reprise du titre Love Is All Around par le groupe pop Wet Wet Wet. C'est un titre des Troggs écrit par Reg Presley, publié d'abord comme single au Royaume-Uni en octobre 1967, atteignant la cinquième place sur le UK Singles Chart et la septième place au Hot 100 aux États-Unis le 18 mai 1968.
Love Is All Around a été repris par de nombreux artistes : R.E.M., Bill Nighy dans Love Actually sous le titre Christmas Is All Around.
Au cours du premier mariage, on peut entendre l'hymne Jerusalem, composé par Hubert Parry sur un poème de William Blake, puis Can't Smile Without You.
La bande originale du film comporte également une reprise du standard de jazz But Not for Me par le chanteur anglais Elton John.

## Accueil

### Critique
Sur le site agrégateur de critiques Rotten Tomatoes, le film est crédité d'un score de 96 % d'avis positifs, sur la base de 69 critiques collectées et une note moyenne de 7,64⁄10 ; le consensus du site indique : « Bien que [dangereusement léger, Quatre Mariages et un enterrement] présente un humour irrésistiblement aérien et de belles performances de Hugh Grant et Andie MacDowell ». Sur Metacritic, le film obtient une note moyenne pondérée de 81 sur 100, sur la base de 19 critiques collectées ; le consensus du site indique : « Acclamation générale ».

### Box-office
Quatre Mariages et un enterrement a remporté un énorme succès commercial au box-office, rapportant 242 895 809 $ au niveau mondial, dont 52 700 832 $ aux États-Unis, pour un budget de production de 4 400 000 $. Le film se classe à la huitième place des films ayant le plus rapporté au box-office mondial en 1994.
En France, il totalise 5 791 534 entrées, se classant à la troisième place des films ayant fait le plus d'entrées en 1994. Il totalise 4 638 309 entrées en Allemagne, 36 122 entrées en Suisse.
| Pays ou région    | Box-office        | Date d'arrêt du box-office | Nombre de semaines |
| ----------------- | ----------------- | -------------------------- | ------------------ |
| Royaume-Uni       | ~27 800 000 £     | —                          | —                  |
| États-Unis Canada | 52 700 832 $      | 11 août 1994               | 23                 |
| France            | 5 791 534 entrées | 6 septembre 1994           | 19                 |
| Total mondial     | 242 895 809 $     | -                          | -                  |

## Distinctions

### Récompenses
- Golden Globe du meilleur acteur dans un film musical ou une comédie pour Hugh Grant
- César du meilleur film étranger
- British Academy Film Award du meilleur film
- British Academy Film Award du meilleur acteur pour Hugh Grant
- British Academy Film Award du meilleur réalisateur pour Mike Newell
- British Academy Film Award de la meilleure actrice dans un second rôle pour Kristin Scott-Thomas

### Nominations
- Oscar du meilleur film
- Oscar du meilleur scénario original pour Richard Curtis
- Golden Globe du meilleur film musical ou de comédie
- Golden Globe du meilleur scénario
- Golden Globe de la meilleure actrice dans un film musical ou une comédie pour Andie MacDowell

## Série dérivée
En novembre 2017, le service de streaming (vidéo à la demande) Hulu annonce la mise en chantier d'une série télévisée basée sur le film, Four Weddings and a Funeral (en), constituée de 10 épisodes d'une durée variable de 44 à 55 minutes. Écrite et produite par Mindy Kaling et Matt Warburton, la série compte pour acteurs principaux Nathalie Emmanuel, Nikesh Patel, Rebecca Rittenhouse, Brandon Mychal Smith, Zoe Boyle, Dermot Mulroney et Andie MacDowell dans un second rôle. Elle est diffusée sur Hulu entre les 31 juillet et le 11 septembre 2019.
Les droits de diffusion pour la France ont été acquis par M6.

## Autour du film
- Dans une interview donnée en 2008, l'acteur Rowan Atkinson, célèbre pour son interprétation du  personnage à sketchs Mr Bean et qui joue dans le film le rôle du prêtre maladroit, estime que Quatre Mariages et un enterrement est son seul bon film[17].
- L'actrice Andie MacDowell préféra être payée en pourcentage sur les recettes du film, au lieu de percevoir un cachet. Elle fut payée 2 millions de dollars, contre 100 000 pour Hugh Grant[18].
- En 2019, à l'occasion du téléthon Red Nose Day, un court métrage de 14 minutes intitulé One Red Nose Day and a Wedding (en) est réalisé par Mike Newell et écrit par Richard Curtis, avec notamment les acteurs Hugh Grant, Andie MacDowell, Kristin Scott Thomas, John Hannah et Rowan Atkinson[19].
- C’est lors de l’avant-première du film qu’Elizabeth Hurley, alors compagne de Hugh Grant, porte la fameuse robe noire Versace.